# Alexander Tollmann
Alexander Tollmann (Viena, 27 de junho de 1928 – 8 de agosto de 2007) foi um político e professor austríaco de geologia.

## Biografia
A partir de 1969, passou a ser professor do Geologischen Institut da Universidade de Viena. Foi também um ativista político, defendendo o fim do uso da energia nuclear na Áustria, bem como fundador do Partido Verde Austríaco (Vereinten Grünen Österreichs ou VGÖ).
Em 1993, juntamente com sua esposa Edith, publicou uma monografia intitulada Und die Sintflut gab es doch. Vom Mythos zur historischen Wahrheit. Nela, afirmava que o Dilúvio da Bíblia era a consequência do impacto contra a Terra de um bólido há 9500 anos, e como apoio para sua afirmação, reuniu várias evidências que vão da geologia (crateras de impacto, camadas de irídio, cunhas fraturadas, datação por radiocarbono, dendrocronologia e até vestígios de ácido no gelo da Groenlândia) até lendas e tradições folclóricas.
Em 1998, os  Tollmann publicaram Das Weltenjahr geht zur Neige: Mythos und Wahrheit der Prophezeiungen. O livro permaneceu na lista dos mais vendidos na Áustria por semanas.
Em dezembro de 2003, Tollmann publicou seu último livro, Und die Wahrheit siegt schließlich doch.

## Obras
1. Alexander Tollmann. Geologie von Österreich. Deuticke, Viena, 1977–1986.
2. Alexander e Edith Tollmann. Und die Sintflut gab es doch. Vom Mythos zur historischen Wahrheit. Droemer Knaur, Munique, 1993. ISBN 3-426-26660-1.
3. Alexander e Edith Tollmann. Das Weltenjahr geht zur Neige. Böhlau, Viena, 1998. ISBN 3-205-98898-1.
4. Alexander Tollmann. Und die Wahrheit siegt schließlich doch - Autobiographie und Biographie seiner Frau Edith. Verlag Kritische Wissenschaft, Windeck, 2003. ISBN 3-925914-99-4.